# Selección de balonmano de Islandia
La Selección de balonmano de Islandia es el equipo formado por jugadores de nacionalidad islandesa que representa a la Federación Islandesa de Balonmano en las competiciones internacionales organizadas por la Federación Internacional de Balonmano (IHF) o el Comité Olímpico Internacional (COI). Su mayor éxito hasta la fecha se corresponde con la medalla de plata lograda en los Juegos Olímpicos de Pekín 2008.

## Palmarés
| Competición        | Medalla de oro | Medalla de plata | Medalla de bronce |
| ------------------ | -------------- | ---------------- | ----------------- |
| Juegos Olímpicos   |                | 2008             |                   |
| Campeonato Mundial |                |                  |                   |
| Campeonato Europeo |                |                  | 2010              |

### Juegos Olímpicos
| - 1936 - No participó - 1972 - 12.ª plaza - 1976 - No participó - 1980 - No participó - 1984 - 6.ª plaza | - 1988 - 8.ª plaza - 1992 - 4.ª plaza - 1996 - No participó - 2000 - No participó - 2004 - 9.ª plaza | - 2008 - Medalla de plata - 2012 - 5.ª plaza - 2016 - No participó - 2020 - No participó |

### Campeonatos del Mundo
| - 1938 - No participó - 1954 - No participó - 1958 - 9.ª plaza - 1961 - 6.ª plaza - 1964 - 9.ª plaza - 1967 - No participó - 1970 - 11.ª plaza - 1974 - 14.ª plaza - 1978 - 13.ª plaza - 1982 - No participó | - 1986 - 6.ª plaza - 1990 - 10.ª plaza - 1993 - 8.ª plaza - 1995 - 14.ª plaza - 1997 - 5.ª plaza - 1999 - No participó - 2001 - 11.ª plaza - 2003 - 7.ª plaza - 2005 - 15.ª plaza - 2007 - 8.ª plaza | - 2009 - No participó - 2011 - 6.ª plaza - 2013 - 12.ª plaza - 2015 - 11.ª plaza - 2017 - 14.ª plaza - 2019 - 11.ª plaza - 2021 - 20.ª plaza - 2023 - 12.ª plaza |

### Campeonatos de Europa
| - 1994 - No participó - 1996 - No participó - 1998 - No participó - 2000 - 11.ª plaza - 2002 - 4.ª plaza - 2004 - 13.ª plaza | - 2006 - 7.ª plaza - 2008 - 11.ª plaza - 2010 - Medalla de bronce - 2012 - 10.ª plaza - 2014 - 5.ª plaza - 2016 - 13.ª plaza | - 2018 - 13.ª plaza - 2020 - 11.ª plaza - 2022 - 6.ª plaza - 2024 - 10.ª plaza |

## Jugadores

### Última convocatoria
Convocatoria del seleccionador nacional Snorri Guðjónsson para el Campeonato Europeo de Balonmano Masculino de 2024:
| Dorsal | Posición          | Nombre                     | Edad | Altura (m) | Peso (kg) | Partidos | Goles | Club                   |
| ------ | ----------------- | -------------------------- | ---- | ---------- | --------- | -------- | ----- | ---------------------- |
| 1      | Portero           | Björgvin Páll Gústavsson   | 38   | 1.93       | 90        | 260      | 21    | Valur                  |
| 2      | Extremo derecho   | Óðinn Þór Ríkharðsson      | 26   | 1.83       | 84        | 31       | 91    | Kadetten Schaffhausen  |
| 3      | Central           | Janus Daði Smárason        | 29   | 1.84       | 88        | 74       | 118   | SC Magdeburg           |
| 4      | Lateral izquierdo | Aron Pálmarsson            | 33   | 1.93       | 97        | 170      | 649   | FH Hafnarfjörður       |
| 7      | Lateral derecho   | Viggó Kristjánsson         | 30   | 1.87       | 87        | 46       | 120   | SC DHfK Leipzig        |
| 8      | Extremo izquierdo | Bjarki Már Elísson         | 33   | 1.90       | 94        | 107      | 372   | MKB Veszprém           |
| 9      | Lateral izquierdo | Elvar Örn Jónsson          | 26   | 1.85       | 82        | 68       | 160   | MT Melsungen           |
| 10     | Central           | Gísli Þorgeir Kristjánsson | 24   | 1.91       | 95        | 53       | 121   | SC Magdeburg           |
| 11     | Pivote            | Ýmir Örn Gíslason          | 26   | 1.96       | 100       | 80       | 35    | Rhein-Neckar Löwen     |
| 14     | Lateral derecho   | Ómar Ingi Magnússon        | 26   | 1.86       | 90        | 76       | 261   | SC Magdeburg           |
| 16     | Portero           | Viktor Gísli Hallgrímsson  | 23   | 2.03       | 115       | 51       | 1     | HBC Nantes             |
| 17     | Extremo izquierdo | Stiven Tobar Valencia      | 23   | 1.84       | 84        | 8        | 10    | SL Benfica             |
| 18     | Pivote            | Elliði Snær Viðarsson      | 25   | 1.92       | 91        | 39       | 76    | VfL Gummersbach        |
| 21     | Pivote            | Arnar Freyr Arnarsson      | 27   | 2.01       | 106       | 87       | 94    | MT Melsungen           |
| 22     | Extremo izquierdo | Sigvaldi Guðjónsson        | 29   | 1.92       | 84        | 65       | 184   | Kolstad Håndball       |
| 23     | Lateral derecho   | Kristján Örn Kristjánsson  | 26   | 1.90       | 94        | 31       | 60    | Pays d'Aix UCH         |
| 24     | Lateral derecho   | Teitur Örn Einarsson       | 25   | 1.90       | 90        | 31       | 30    | SG Flensburg-Handewitt |
| 25     | Central           | Haukur Þrastarson          | 22   | 1.93       | 101       | 25       | 32    | KS Vive Kielce         |
| 27     | Lateral izquierdo | Einar Þorsteinn Ólafsson   | 22   | 1.94       | 91        | 4        | 0     | Fredericia HK          |